# Benno Wolf
Benno Wolf (Drezda, 1871. szeptember 26. – Theresienstadt, 1943. január 6.) barlangbiológus, a 20. század első felének az egyik legfontosabb, európai barlangkutatója. A Német Barlangkutató Főszövetség alelnöke (1922). A 20. század első felének a magyar nyelvű, turisztikai kiadványaiban Wolf Bennó néven írtak róla.

## Élete
Zsidó szülei voltak, de Benno a protestáns hitre tért. Jogi tanulmányokat folytatott, jogi doktori címet szerzett. Már fiatalon önkéntes tevékenységet végzett a porosz Állami Természetvédelmi Hivatalban, főleg barlangászattal foglalkozott. 1898-tól járta a barlangokat. 1899-ben Lina Hähnle megalapította a madártani egyesületet, amelybe szintén azonnal belépett. A századforduló környékén már szakértőként vett részt nemcsak a Német Birodalomban, hanem más országokban is a barlangkutatók munkájában. Így például nem sokkal a Pál-völgyi-barlang felfedezése után, 1904-ben Magyarországon is járt.
1912-ben bíróként helyezkedett el Berlinben, 1915-től az önkéntes természetvédelmi munkáját teljes munkaidősre cserélte, jogtanácsadó lett a porosz Állami Természetvédelmi Hivatalban. Főnökei Hugo Conwentz Schoenichen és Walther Hans Klose voltak. Wolf készítette az első természetvédelmi törvénytervezeteket a Német Birodalomban. 1920-ban a porosz mező- és erdőtervezési törvény, mint a „kis természeti törvény” elfogadásra került. Ehhez írt jegyzetei a „Helyes természetvédelem Poroszországban” címmel Berlinben jelentek meg. Kezdeményezésére megalakult a Berlini Barlangkutató Társaság (1923). Származása miatt 1933-ban lemondott tagságáról.
1933-ban az NSDAP hatalomra jutott. 1934-ig a keleti háború és a háború utáni jogi kérdésekkel foglalkozott, mint a szláv nyelvek szakértője. 1935-ben eltávolították munkahelyéről. Schoenichen tagja volt a náci pártnak, így szinte azonnal kirúgta a zsidó származású kollégát. A „zsidótlanítás” először és elsősorban az állami alkalmazottakat, a közigazgatást érintette. A természetvédelmi politika és igazgatás Klose kezébe ment át, aki felhasználta Wolf tervezeteit, és a mai napig a Német Birodalom természetvédelmi törvényeinek elkészítőjeként ismert. Wolf tervein alapult még az 1939-es, a németesített lengyel területeken bevezetett természetvédelmi rendelet is.
Ekkortól szinte kizárólag a barlangászattal foglalkozott, barlangtani szakértőként kutatásokat irányított, katalógusokat szerkesztett (a barlangi állatokról, a német barlangokról) és 1937-ig az osztrák és német barlangász szövetségek alelnöke volt. A Brit Barlangkutató Szövetség tiszteletbeli tagja (1936). Értékes és jelentős magánkönyvtárat hozott össze barlangtani anyagokból. Tervezte, hogy létrehozza a nemzetközi barlangászati igazgatóságot.
Wolfot 1942 júliusában a theresienstadti lágerbe szállították, ahol hamarosan meghalt. A német barlangokról összeállított katalógusát a nácik katonai célokra foglalták le, mivel a föld alatti rejtekhelyek jegyzékét látták benne és a háború alatt fel is használták azt.
Emlékére a Német Karszt- és Barlangkutató Szövetség (Verband der deutschen Höhlen- und Karstforscher, VdHK) 1996-ban alapította a „Dr. Benno Wolf-díjat”, amelyet nem rendszeresen adományoznak, hanem a kiemelkedő teljesítményeket honorálják vele. Ismertebb díjazottjai Hubert Trimmel, Petra Boldt, Karl Hager, Bodo Schillat, Herbert W. Franke, Wolfgang Dreybrodt, Stefan Zaenker, Klaus Dobat, Jörg Obendorf, Dieter Stoffels, Michael Laumann és Friedhart Knolle.

## Munkái
- Benno Wolf szerk. (1924): Jahresbericht der Gesellschaft für Höhlenforschung und Höhlenkunde in Berlin. 23 old., Berlin.
- Benno Wolf (1934–1938): Animalium Cavernarum Catalogus. Dr. W. Junk, s'-Gravenhage, 3 kötet. (A bevezetőt Dudich Endre írta hozzá)